# Podoscypha moelleri
Podoscypha moelleri är en svampart som först beskrevs av Bres. & Henn., och fick sitt nu gällande namn av D.A. Reid 1965. Podoscypha moelleri ingår i släktet Podoscypha och familjen Meruliaceae.   Inga underarter finns listade i Catalogue of Life.